# شيغيوشي موتشيزوكي
شيغيوشي موتشيزوكي، من مواليد 9 يوليو 1973، لاعب كرة قدم ياباني سابق.
بدأ موتشيزوكي مسيرته الكروية مع نادي ناغويا غرامبوس إيت في عام 1996، وفي عام 2000 انتقل إلى نادي كيوتو بروبل سانغا، وفي موسم 2001/2002 انتقل إلى نادي فيسيل كوبي، ولعب في عام 2003 مع نادي جيف يونايتد تشيبا، وأكمل السنة مع نادي فيجالتا سينداي، ولعب في عام 2004 مع نادي جيف يونايتد تشيبا، وفي موسم 2005/2006 انتقل إلى نادي يوكوهاما.
لعب موتشيزوكي مع منتخب اليابان لكرة القدم 14 مباراة دولية، وقد سجل هدفا واحد فقط، وقد كان هذا الهدف هو الذي رجح كفة منتخب اليابان لكرة القدم على منتخب السعودية لكرة القدم في نهائي كأس آسيا 2000.

## روابط خارجية
- شيغيوشي موتشيزوكي على موقع رابطة كرة القدم اليابانية للمحترفين (اليابانية)
- شيغيوشي موتشيزوكي على موقع قاعدة بيانات كرة القدم.إي يو (الإنجليزية)
- شيغيوشي موتشيزوكي على موقع ناشيونال فوتبول تيمز (الإنجليزية)
- شيغيوشي موتشيزوكي على موقع Soccerway.com (الإنجليزية)
- شيغيوشي موتشيزوكي على موقع عالم كرة القدم.نت (الإنجليزية)